# Вестмер (Њујорк)
Вестмер (енгл. Westmere) насељено је место без административног статуса у америчкој савезној држави Њујорк.

## Демографија
По попису из 2010. године број становника је 7.284, што је 96 (1,3%) становника више него 2000. године.
| Група             | 2000.         | 2010.         |
| Белци             | 6.278 (87,3%) | 5.875 (80,7%) |
| Афроамериканци    | 260 (3,6%)    | 291 (4,0%)    |
| Азијати           | 449 (6,2%)    | 787 (10,8%)   |
| Хиспаноамериканци | 144 (2,0%)    | 227 (3,1%)    |
| Укупно            | 7.188         | 7.284         |